# (2963) Chen Jiageng
(2963) Chen Jiageng es un asteroide perteneciente al cinturón de asteroides, descubierto el 9 de noviembre de 1964 por el equipo del Observatorio de la Montaña Púrpura desde el Observatorio de la Montaña Púrpura, Nankín (China).

## Designación y nombre
Designado provisionalmente como 1964 VM1. Fue nombrado Chen Jiageng en homenaje al filántropo singapureño chino Tan Kah Kee.